# Sanctuaire Marie-Auxiliatrice de Turin
Le sanctuaire Marie-Auxiliatrice de Turin est une basilique mineure de l’Église catholique située à Turin, au nord de l'Italie. Elle est dédiée à Marie Auxiliatrice (c'est-à-dire « qui vient en aide »). Construit près de la maison pour les enfants pauvres fondée par Jean Bosco, ce sanctuaire abrite les restes de Don Bosco, et 6 000 autres reliques de saints.

## Historique
Il a été construit en 1865-1868 selon la volonté du saint prêtre éducateur Jean Bosco, sur les plans d'Antonio Spezia.
Selon Jean Bosco, la Vierge Marie lui apparut en songe en 1844 ou 1845 et lui a révélé le lieu du martyre des saints patrons de la ville. La basilique a été construite sur le site de leur mort. Elle abrite les reliques de ces saints, ainsi que les châsses contenant les corps de saint Jean Bosco et de sainte Marie-Dominique Mazzarello.

## Source de traduction
- (en) Cet article est partiellement ou en totalité issu de l’article de Wikipédia en anglais intitulé « Basilica of Our Lady Help of Christians, Turin » (voir la liste des auteurs).